# Jo Maas
Paulus Jozef Alexander Maas, detto Jo (Eijsden, 6 ottobre 1954), è un ex ciclista su strada olandese.
Professionista tra il 1979 ed il 1983, vinse una tappa al Tour de France.

## Carriera
Da dilettante fu terzo ai campionati olandesi nel 1977 e partecipò ai mondiali nel 1978; in quest'ultima stagione vinse la Romsée-Stavelot-Romsée e due tappe e la classifica generale del Tour du Hainaut Occidental.
Passò professionista nel 1979 con la Daf Trucks-Aida di Fred De Bruyne, vincendo nella prima stagione la tappa di Bruxelles al Tour de France e concludendo la Grande Boucle al settimo posto. Corse fino al 1983 senza ottenere ulteriori successi. Partecipò a due edizioni del Tour de France, una della Vuelta a España e due dei campionati del mondo.

## Palmarès
- 1978 (Dilettanti)

Romsée-Stavelot-Romsée
2ª tappa Tour du Hainaut Occidental (Péruwelz, derny)
4ª tappa, 1ª semitappa Tour du Hainaut Occidental (Péruwelz, cronometro individuale)
Classifica generale Tour du Hainaut Occidental
- 1979 (DAF Trucks-Aida, una vittoria)

10ª tappa Tour de France (Roubaix > Bruxelles)

## Piazzamenti

### Grandi Giri
- Tour de France

1979: 7º
1980: 19º
- Vuelta a España

1982: 21º

### Classiche monumento
- Milano-Sanremo

1979: 95º
1983: 114º

### Competizioni mondiali
- Campionati del mondo

Nürburgring 1978 - In linea dilettanti: 21º
Valkenburg 1979 - In linea: ritirato
Sallanches 1980 - In linea: ritirato